# Tonic sol-fa

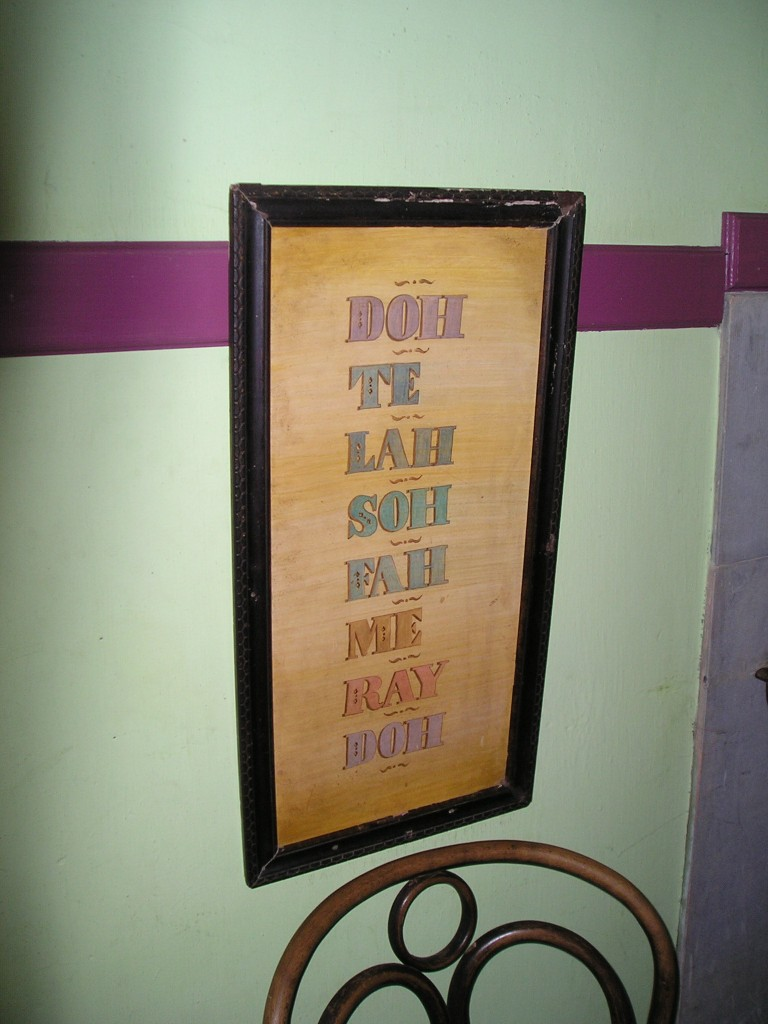
Solfegetabell i ett irländst klassrum.

Tonic sol-fa, relativ solmisation, kallas en musikpedagogisk metod som utvecklades i England av Sarah Ann Glover och John Curwen under 1800-talet. Den bygger på solmisationsstavelsernas användning för att beteckna relativ tonhöjd och fungerar bäst i diatonisk-tonal musik. Metoden har fått stor utbredning i skolor och i folklig körsång i England.
Metoden använder ett system med noter baserat på rörlig do-solfege, varvid varje ton ges ett namn i enlighet med dess förhållande till andra toner i tonarten: den vanliga notplanen ersätts med anglicerade tonträffstavelser (t.ex. do, re, mi, fa, so, la, ti, do) eller deras förkortningar (d, r, m, f, s, l, t, d ). ”Do” är grundtonen oavsett vilken tonart som används (därav terminologin rörlig Do). Den ursprungliga solfegsekvensen började med "Ut" som senare blev "Do".

## Historik
När John Windet tryckt 1594 års upplaga av Thomas Sternholds och John Hopkins psalmbok lade han till initialerna av sex stavelser av Guido från Arezzo (U, R, M, F, S och L) under noterna. Jean-Jacques Rousseau och John Curwen ska ha känt till denna psalmbok.
B.C. Unseld och Theodore F. Seward importerade, tillsammans med Biglow och Main Publishers, Curwens tonic sol-fa till USA, men metoden blev inte allmänt accepterad. Dessförinnan hade den 9:e upplagan av Bay Psalm Book (Boston, USA) givits ut med initialerna av fyranoters stavelser (fa, sol, la och mig) under notraden. Pastorn John Tufts flyttade i An Introduction to the Singing of Psalm Tunes in a Plaine & Easy Method initialerna fyranoters stavelser till notraden i stället för "vanliga noter" och indikerade rytm med punktering till höger om bokstäverna. Dessa kan betraktas som en amerikansk föregångare till Curwens system, även om han inte kan ha varit medveten om dem. Tufts’ Introduction var populär, och gavs ut i flera upplagor. Ändå gjorde hans arbete förmodligen mer för att bana väg för formen noter. När Unseld och Steward introducerade tonic sol-fa i slutet av 1800-talet ansågs det som "något nytt".
År 1972 beskrev Roberto Goitre en av de viktigaste[källa behövs] moderna versionerna av metoden i Cantar Leggendo with the moveable Do.